# ادوارد تیفین
ادوارد تیفین (به انگلیسی: Edward Tiffin) سناتور سابق عضو حزب دموکرات-جمهوری‌خواه بود. وی در سال ۱۸۰۷ تا ۱۸۰۹ میلادی سناتور ایالت اوهایو در سنای ایالات متحده آمریکا بود.